# Cornelio Caprara
Cornelio Caprara (ur. 16 sierpnia 1703 w Bolonii, zm. 5 kwietnia 1765 w Rzymie) – włoski kardynał.

## Życiorys
Urodził się 16 sierpnia 1703 roku w Bolonii, jako syn Francesca Monti Bendiniego i Valerii Beroaldi. Studiował prawo na Uniwersytecie Pizańskim, a następnie został referendarzem Trybunału Obojga Sygnatur i audytorem Roty Rzymskiej. 23 listopada 1761 roku został kreowany kardynałem diakonem i otrzymał diakonię Santi Cosma e Damiano. 14 listopada 1762 roku przyjął święcenia diakonatu. Zmarł 5 kwietnia 1765 roku w Rzymie.